# Louis-Félix-Marie-François Franchet d'Esperey
Louis-Félix-Marie-François Franchet d'Esperey, francoski general, * 25. maj 1856, Mostaganem, Francija, † 8. julij 1942, Albi, Francija.